# شعرورية خشفية
شعرورية خشفية (الاسم العلمي:Crithidia luciliae) هي نوع من الطلائعيات يتبع جنس الشعرورية من الفصيلة المثقبانية. إن الخشف الشعرورية هي إحدى الفرطيسات الطفيلية المسوطة المعروف عنها أنها تستخدم الذبابة المنزلية كمضيف. ولكونها جزء من عائلة المثْقبِيّات، فإنها تتميز بوجود منشأ الحركة؛ وهي شبكة مركبة من جزيئات دائرية متشابكة من حمض DNA مزدوج الشريط (dsDNA). يعني وجود منشأ الحركة هذه أنها مهمة في تشخيص الذئبة الحمراء الجهازية (SLE). من خلال استخدام الخشف الشعرورية كريثيديا لوسيلى (C. luciliae) كركيزة للتألق المناعي، فإنه يمكن استخدام العظي لاكتشاف الأجسام المضادة لمضادات dsDNA، وهي إحدى السمات الشائعة للمرض.

## التصنيف
تعد الخشف الشعرورية كائنًا أوليًا وحيد الخلية حقيقي النواة. تنتمي فصيلة المثْقبِيّات إلى رتبة ذوات منشأ الحركة وتتميز بوجود منشأ الحركة، وهي شبكة DNA دائرية متشابكة من حمض DNA في متقدرة كبيرة. تعد جميع الكائنات الحية الموجودة في ذوات منشأ الحركة طفيلية، ويكون الكائن الحي المضيف للخشف الشعرورية هو الذبابة المنزلية.

## الدور في تشخيص الذئبة الحمراء الجهازية
تتيح منشأ الحركة الموجودة في الخشف الشعورية لها باستخدامها في اكتشاف الأجسام المضادة لمضادات dsDNA، وهو نوع من الأجسام المضادة للنواة. تعد الأجسام المضادة للنواة سمة شائعة في الإصابة بمرض الذئبة الحمراء الجهازية وتكون الأجسام المضادة لمضادات dsDNA خاصة بهذا المرض بشكل كبير. يوفر التركيز العالي لحمض DNA مزدوج الشريط (dsDNA)وغياب مولدات المضادات النووية البشرية في منشأ الحركة ركيزة خاصة لاكتشاف الأجسام المضادة لمضادات dsDNA.

## نوكليوتيد البورين وامتصاص الأساس النووي
لكونها كائنات أولية طفيلية، تفتقر كائنات كريثيديا لوسيلى القدرة على إنتاج أسس البورين بصورة حيوية ومن ثم فهي تحتاج إلى إنقاذها من البيئة المحيطة. يتم استخدام ثلاثة أنظمة نقل لامتصاص الأسس من الكائن الحي المضيف. يتمثل أول هذه الأنظمة في امتصاص الأدينوزين ونظائره، أما الثاني فهو خاص بالغوانوزين ونظائره وبالإينوزين، والثالث خاص بالهيبوزانتين والأدينين.